# The Geometer’s Sketchpad
The Geometer's Sketchpad (GSP) — одно из первых программных обеспечений динамической геометрии.
Стимулировала появление многих других подобных программ, в частности KSEG.
В настоящее время активно не разрабатывается. 
Написана Николасом Джакивом для проекта визуальной геометрии в Суортмор-колледже.

## Характеристики
- Языки: Английский, Испанский, Датский, Русский, Корейский, Тайский, Традиционный и упрощенный китайский, Корейский, Литовский.
- Макросы: Поддерживаются
- Java-апплеты: Поддерживаются
- Анимация: Поддерживается
- ГМТ: Поддерживается, включая поддержку отдельных точек на ГМТ
- Контрольные работы: Не поддерживаются
- Измерения/Вычисления: Поддерживаются
- Платформы: Windows, Mac OS, TI-92+, С несколькими багами работает на линуксе под Wine.[2]
- Доказательства: Не поддерживаются